# George Malcolm
George John Malcolm (ur. 28 lutego 1917 w Londynie, zm. 10 października 1997 tamże) – brytyjski klawesynista, pianista i pedagog muzyczny. 

## Życiorys
W wieku 7 lat został chórzystą Royal College of Music w Londynie. Studiował muzykę i filologię klasyczną na Uniwersytecie Oksfordzkim (1934–1937), pobierał też lekcje gry na fortepianie u Herberta Fryera. W czasie II wojny światowej kierował orkiestrą wojskową RAF. Po zakończeniu wojny zaczął występować jako klawesynista-solista. Od 1947 do 1959 roku był dyrektorem muzycznym Katedry Westminsterskiej. W latach 1962–1966 kierował zespołem muzycznym Philomusica of London, wykonującym muzykę barokową. Od 1965 do 1967 roku gościnnie dyrygował BBC Scottish Symphony Orchestra.
Wykonywał głównie muzykę z okresu XVI–XVIII wieku, swoją działalnością przyczynił się do odrodzenia zainteresowania muzyką baroku. W 1965 roku otrzymał tytuł komandora Orderu Imperium Brytyjskiego. Benjamin Britten zadedykował mu swoją Missa brevis z 1959 roku.